# نهادهای قضایی بین‌المللی
نهادهای قضایی بین‌المللی را می‌توان به دادگاه‌ها، دادگاه‌های داوری و موسسات شبه قضایی تقسیم کرد. دادگاه‌ها ارگان‌های دائمی هستند و برای هر پرونده تقریباً یکسان هستند. در عوض، دادگاه‌های داوری برای هر پرونده جدید تشکیل می‌شوند. هم دادگاه‌ها و هم دادگاه‌های داوری می‌توانند تصمیمات الزام‌آور بگیرند. در عوض، نهادهای شبه قضایی درمورد پرونده‌ها حکم می‌دهند، اما این احکام به خودی خود از نظر قانونی لازم نیست؛ مثال اصلی مکانیزم‌های شکایت فردی است که طبق معاهدات مختلف حقوق بشر سازمان ملل موجود است.
موسسات همچنین می‌توانند به نهادهای جهانی و منطقه ای تقسیم شوند.
لیست زیر هر دو مؤسسه موجود را شامل می‌شود، مؤسساتی که دیگر وجود ندارند، مؤسساتی که به دلیل عدم تصویب ابزارهای سازنده آنها هرگز به وجود نیامده اند، و مؤسساتی که هنوز وجود ندارند، اما ابزارهای سازنده برای آنها امضا شده‌است. این شامل مؤسسات پیشنهادی صرف نیست که هیچ ابزاری برای آنها امضا نشده‌است.

## دادگاه‌های بین‌المللی
- دیوان بین‌المللی دادگستری
- دادگاه بین‌المللی حقوق دریا
- دادگاه بین‌المللی جنایی برای یوگسلاوی سابق
- دادگاه بین‌المللی جنایی برای رواندا
- دادگاه جنایی بین‌المللی
- دادگاه نورنبرگ
- دادگاه توکیو
- جایزه بین‌المللی دادگاه (هرگز تأسیس نشده‌است)
- دیوان دائمی دادگستری بین‌المللی (جایگزین دیوان بین‌المللی دادگستری)

## دادگاه‌های بین‌المللی داوری
- دیوان دائمی داوری
- بدنه استیناف WTO
- پنل‌های حل اختلاف WTO
- قرارداد تجارت آزاد آمریکای شمالی NAFTA
- مرکز بین‌المللی حل و فصل اختلافات سرمایه‌گذاری
- دادگاه حکمیت ورزش
- سازمان امنیت و همکاری اروپا

## مؤسسات بین‌المللی شبه قضایی
- کمیته حقوق بشر سازمان ملل متحد
- معاهده بین‌المللی محو همه اشکال تبعیض نژادی
- کنوانسیون رفع هرگونه تبعیض علیه زنان
- کمیته حقوق اقتصادی، اجتماعی و فرهنگی
- کمیته حقوق کودک
- کنوانسیون ملل متحد علیه شکنجه
- کمیته کارگران مهاجر
- کنوانسیون حقوق افراد دارای معلولیت

## موسسات قضایی منطقه ای آفریقا
- دادگاه حقوق بشر و مردم آفریقا
- دیوان عدالت اتحادیه آفریقا (برنامه‌ریزی شده)
- دیوان عدالت بازار مشترک آفریقای شرقی و جنوبی
- جامعه اقتصادی کشورهای غرب آفریقا
- دادگستری آفریقای شرقی
- دادگاه جامعه توسعه آفریقای جنوبی

## مؤسسات قضایی منطقه ای قاره آمریکا
- دادگاه حقوق بشر بین آمریکایی
- نظام همگرایی آمریکای مرکزی
- دیوان عدالت جامعه آند
- دادگستری کارائیب
- دیوان عالی کارائیب شرقی

## موسسات قضایی منطقه ای اروپا
- دیوان دادگستری اروپا
- دادگاه عمومی (اتحادیه اروپا)
- دادگاه حقوق بشر اروپا
- دیوان عدالت کشورهای توافق‌نامه تجارت آزاد اروپا
- دادگستری بنلوکس
- دادگاه اقتصادی مشترک‌المنافع کشورهای مستقل
- دادگاه انرژی هسته ای اروپا (خفته)
- دادگاه اتحادیه اروپای غربی (ناپایدار)
- دادگاه اروپا در مورد مصونیت دولت (خفته)